# Africallagma pallidulum
Africallagma pallidulum là loài chuồn chuồn trong họ Coenagrionidae. Loài này được Dijkstra mô tả khoa học đầu tiên năm 2007.